# Draliny
Draliny (niem. Dralin) – wieś w Polsce położona w województwie śląskim, w powiecie lublinieckim, w gminie Pawonków.
W latach 1975–1998 miejscowość administracyjnie należała do województwa częstochowskiego.

## Nazwa
W 1295 w kronice łacińskiej Liber fundationis episcopatus Vratislaviensis (pol. Księga uposażeń biskupstwa wrocławskiego) miejscowość wymieniona jest pod nazwą Dralim we fragmencie Dralim decima more polonico.
Od końca XVIII w. wieś posiała własną pieczęć gminną, na której wizerunku przedstawiono serce, z którego wyrastają trzy kwiaty.